# 春饼
春饼，是中國的传统食品，有打春（立春）吃春饼之说，称为“咬春”，一般會用攢盒或圓盤盛載，餅放正中，周圍擺放餡料，故又稱春盤、五辛盤。食客親手以春餅捲餡料而食謂「春卷」，捲而後油炸謂「炸春」。
春饼比包裹北京烤鸭的饼略大，用燙麵來做。所謂「燙麵」，就是以熱開水來和麵，使麵半熟。之後用两小块燙麵中间抹上少许油，擀成小圆饼。烙麵时麵餅一变色就出锅。每个小饼只有两层，揭开卷裹料吃。北京春饼的典型裹料是黄酱、酱肉（片）、炒蛋（块）、菠菜、豆芽和羊角葱。

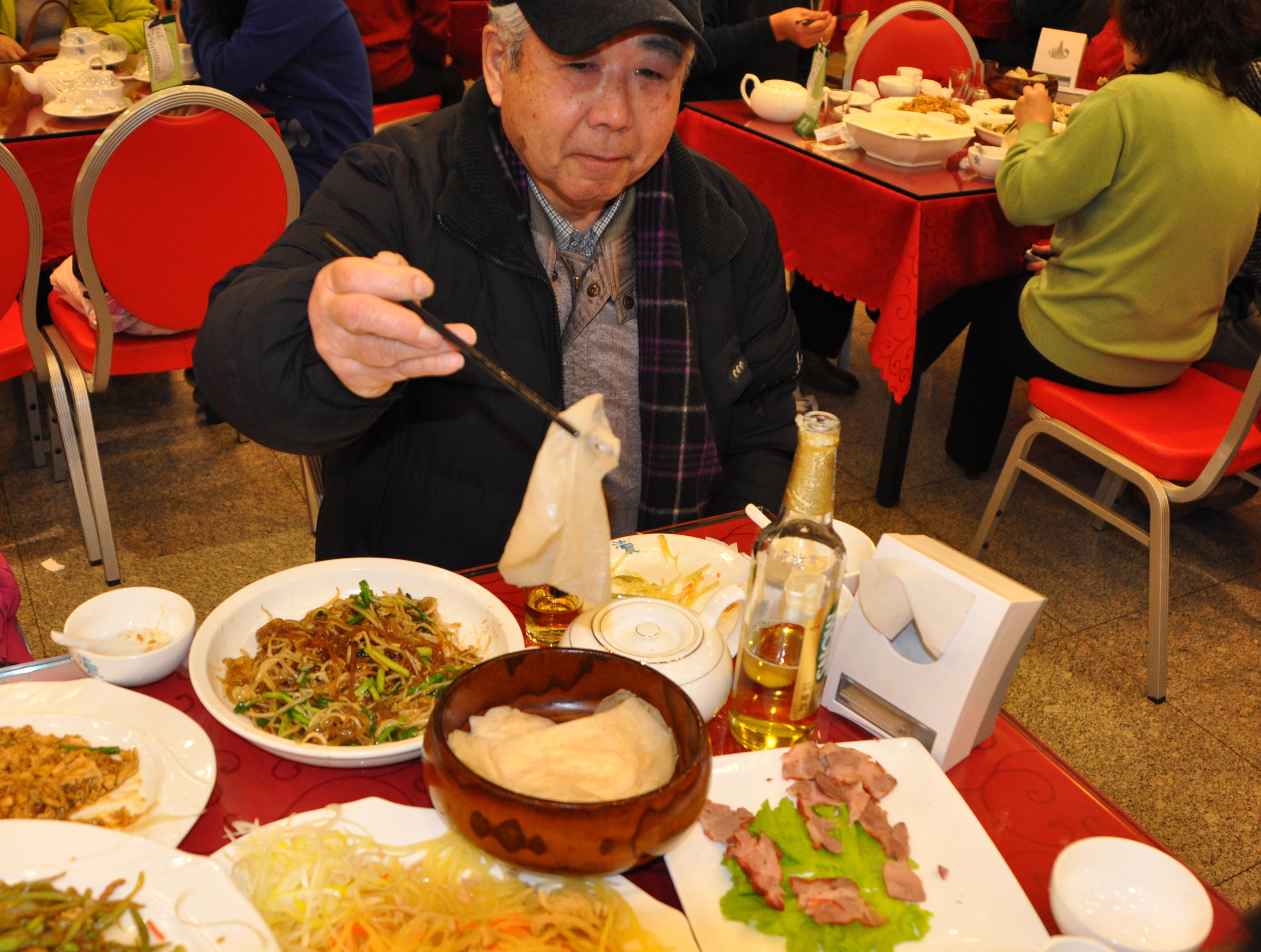
立春，在春餅專賣店吃春餅。

## 歷史
春盤初謂「五辛盤」，為韭菜、芸薹（油菜、蕪菁等等）、芫荽拌以臘八醃漬的大蒜和蕎頭，中插頂端黏紙花的線香而成，隋唐時期頗為流行。至宋朝也用臘肉和其他蔬菜祭祖。宋朝人好用蘿蔔和生菜來製作春盤，亦有用豬肉和主食製作春盤的。春盤為宋朝立春的主食，也是春節的主食之一。